# ستيف هاريس (ملحن)
ستيف هاريس (بالإنجليزية: Steve Harris)‏ هو عازف جاز وملحن بريطاني، ولد في 16 أغسطس 1948 في منسفيلد ‏ في المملكة المتحدة، وتوفي في 11 يناير 2008 في دورشيستر (دورست) في المملكة المتحدة.

## وصلات خارجية
- الموقع الرسمي
- ستيف هاريس على موقع ميوزك برينز (الإنجليزية)
- ستيف هاريس على موقع ديسكوغز (الإنجليزية)